# Petr Pospíchal
Petr Pospíchal (ur. 16 kwietnia 1960 r. w Brnie) – czeski publicysta, członek Komitetu Obrony Niesprawiedliwie Prześladowanych (VONS), sygnatariusz Karty 77 i działacz Solidarności Polsko-Czesko-Słowackiej.
Aresztowany w 1987 r. w Brnie, został oskarżony o rozpowszechnianie polskich wydawnictw niezależnych i utrzymywanie kontaktów z działaczami podziemnej "Solidarności". Polacy rozpoczęli akcję zbierania podpisów pod petycją żądającą uwolnienia czeskiego dysydenta, zorganizowali też we Wrocławiu demonstrację na rzecz jego uwolnienia. W drugiej połowie lat 90. XX wieku był ambasadorem Republiki Czech w Bułgarii. W roku 2000 z rąk prezydenta RP Aleksandra Kwaśniewskiego otrzymał Krzyż Oficerski Orderu Zasługi RP. W 2003 r. objął stanowisko przewodniczącego czeskiej Rady Radia i Telewizji (czes. Rada pro rozhlasové a televizní vysílání).